# شایستگی (منابع انسانی)
شایستگی، از گذشته تا امروز تعاریف مختلفی داشته است.
نخستین و بنیادی ترین تعریف در سال ۱۹۷۹ توسط هایس مطرح شد به عقیده او شایستگی، دانش، مهارت، توانایی، یا مشخصه دیگر (مثل خصلت، ذهنیت یا رویکرد) است که کمک می‌کند فرد به نتایج مطلوب در شغل خود دست یابد.
از آن زمان تاکنون دانشمندان تعاریف متفاوت دیگری از شایستگی ارائه کرده و تلاش کردند تا مفهوم آن را کامل تر نمایند. بویاتزیس، آلبانز، وودراف، منسفیلد، رانکین و مالکی و هی گروپ از آن دسته اند. همچنین موسسه هایی همچون IPMA, سازمان توسعه استانداردهای آمریکا و موسسه پرستاری بریتانیا و دانشگاه هنگ کمک نیز تحقیقات گسترده ای در این زمینه انجام داده اند.

## شایستگی

### تعریف شایستگی
شایستگی مجموعه‌ای از دانش، توانایی‌ها، مهارت‌ها، تجربیات و رفتارها است که منجر به عملکرد مؤثر در فعالیت‌های یک فرد می‌شود. شایستگی قابل اندازه‌گیری است و می‌توان آن را از طریق آموزش توسعه داد. همچنین می‌توان آن را به معیارهای کوچک‌تر تقسیم کرد.

### انواع شایستگی
شایستگی‌ها به دو دسته کلی تقسیم می‌شوند:  
- شایستگی‌های فردی: توانایی‌هایی که فرد در زندگی شخصی و حرفه‌ای برای موفقیت به آن‌ها نیاز دارد. این شامل اعتماد به نفس، انعطاف‌پذیری، مهارت‌های ارتباطی و تفکر انتقادی است.
- شایستگی‌های سازمانی: مجموعه‌ای از توانایی‌هایی که به موفقیت سازمان کمک می‌کنند. این شامل رهبری مؤثر، همکاری تیمی، مدیریت منابع و تصمیم‌گیری استراتژیک است.

### مدل‌های شایستگی
برای تعریف و توسعه شایستگی‌ها، مدل‌های مختلفی معرفی شده‌اند که شامل:  
- مدل رفتاری: تمرکز بر رفتارها و مهارت‌های عمومی مانند کار تیمی و ارتباطات.
- مدل فنی: مهارت‌های تخصصی مرتبط با نقش‌های شغلی خاص مانند برنامه‌نویسی.
- مدل رهبری: شایستگی‌های مورد نیاز برای هدایت تیم‌ها و اتخاذ تصمیمات استراتژیک.
- مدل نتیجه‌محور: تأکید بر دستیابی به اهداف و نتایج مشخص.

### اهمیت شایستگی
توسعه شایستگی‌ها منجر به:  
- افزایش بهره‌وری.
- تقویت روحیه تیمی.
- جذب و حفظ استعدادها.
- ایجاد فرهنگ یادگیری.

### تفاوت بین شایستگی و مهارت
در حالی که مهارت به توانایی انجام یک فعالیت خاص اشاره دارد، شایستگی شامل ترکیب دانش، مهارت‌ها و رفتارها است که به فرد امکان می‌دهد در محیط‌های مختلف موفق باشد.

### روش‌های ارزیابی شایستگی
ارزیابی شایستگی‌ها از طریق روش‌های مختلفی مانند آزمون‌های روانشناختی، ارزیابی 360 درجه، تحلیل سوابق کاری و مشاهده عملکرد انجام می‌شود.